# اتر کیتاه
اتر کیتاه (۱۲۸۶-۱۲۹۵ پیش از میلاد) یکی از شاهان عیلامی و برادر پاهیر ایشان بود. 
بر روی ۶۵۰۰ آجر کتیبه‌داری که در چغازنبیل یافت شده‌است به جز نام اونتاش گال، نام شاه یا شاهزادهٔ دیگری دیده نمی‌شود. این امر همچنین در مورد صدها شی کتیبه‌داری که از دل خاک بیرون کشیده شده‌است، صادق است. تنها یک مورد استثنایی وجود دارد که در روی سر یک گرز نام اتر کیتاه (۱۲۸۶-۱۲۹۵ پیش از میلاد) نقر شده‌بود که نام برادر پاهیر ایشان بنیانگذار این سلسلهٔ شاهی و پدربزرگ اونتاش گال بنیانگذار چغازنبیل است.

## جُستارهای وابسته
- شاهان ایلام
- ایلامیان
- شوش